# BG 174

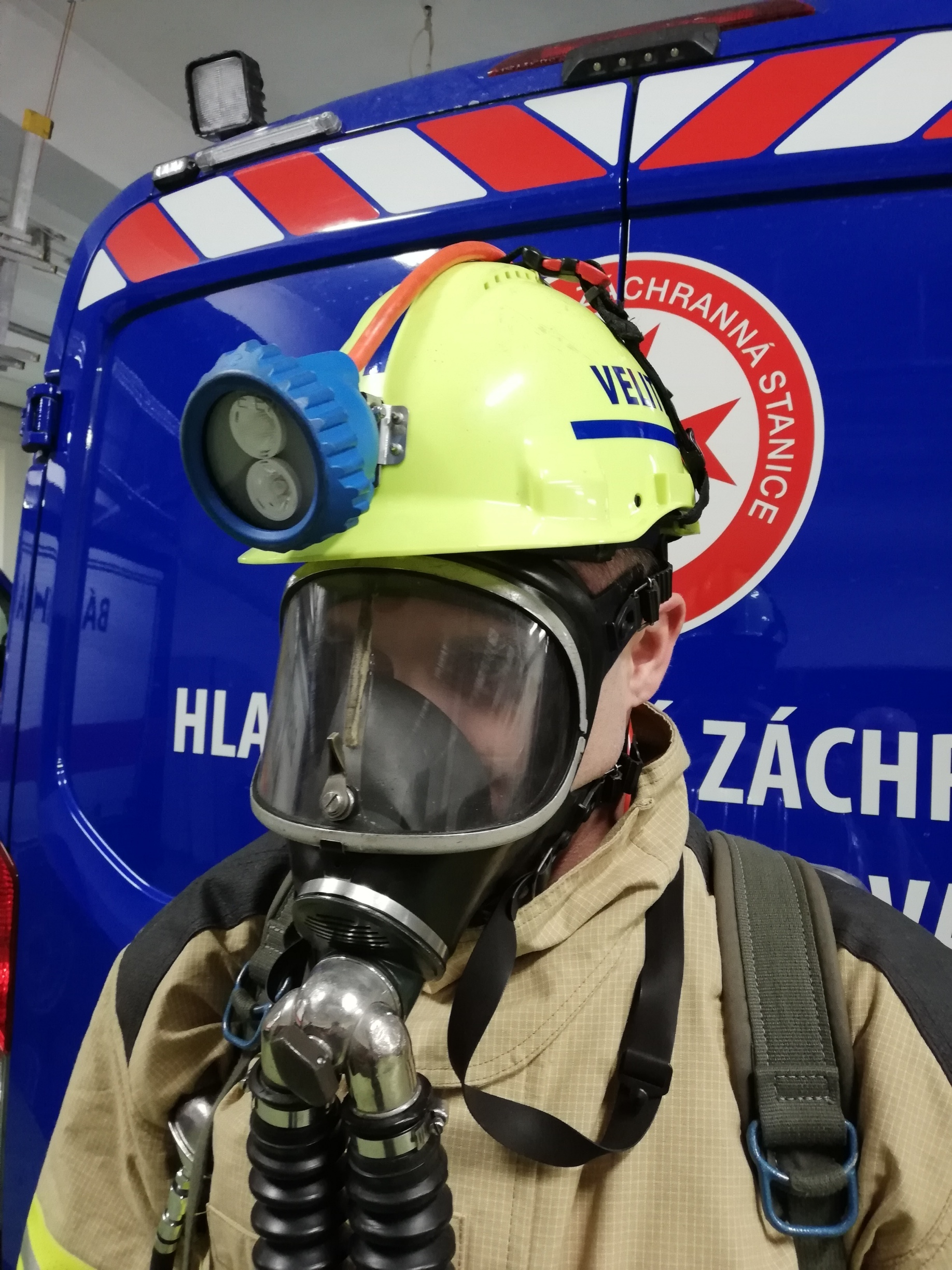
Nasazená maska přístroje BG 174.

BG 174 byl pracovní regenerační izolační dýchácí přístroj s tlakovým kyslíkem, který měl boční vyvedení dýchacích hadic. Tento přístroj používali bánští záchranáří při práci v důlním prostředí v nedýchatelném prostředí. V zásahu mohl záchranář použít dýchací masku, nebo ústenku. Konstrukce jednotlivých prvků přístroje umožňovala rychlou výměnu základních části bez použití klíčů.

## Historie
V roce 1964 započala západoněmecká firma Dräger vyrábět jeden z nejlepších dýchacích přístrojů na světě,který nesl označení BG 174. Na trh se dostává v roce 1965, kdy tento přístroj nahradil jeho předchůdce BG 172 A a český dýchací pracovní přístroj Chirana používány při důlních nehodách v OKR. Poprvé byl roku 1951 v ČSR použít po požáru na hlavní jámě dolu Lazy přístroj s označením BG 170/400. Nové pracovní přístroje Dräger typu BG 174 se u nás zaváděli dříve než byly schváleny v německu. Používání tohoto dýchacího přístroje v naší báňské záchranné službě bylo schváleno ÚBÚ v Praze, č.1268/5 ze dne 25.2.1966 novelizováno Výnosem ČBÚ č.3/79 ze dne 12.2.1979. V roce 2003 firma Dräger oznamila ukončení výroby náhradních dílů k 31.12.2006. Konec používání pracovního přístroje BG 174 v báňském záchranářství se datuje k roku 2014, kdy tento přístroj byl nahrazen pracovním přístrojem firmy Dräger s označením BG 4, na kterým se firma podílela od počátku devadesátých let.

## Hlavní části přístroje BG 174
1. Ocelová bezešvá tlaková láhev na kyslík.
2. Redukční ventil se zařízením automatického proplachu a uzávěrem přívodu k manometru.
3. Sdružená komora.
4. Dýchací vak z gumotextilu o obsahu 6 litrů.
5. Dvouhodinový pohlcovač CO2 o rozměrech 9x18x24  cm s vymezovací vložkou.
6. Čtyřhodinový pohlcovač CO2 o rozměrech 9x18x28 cm.
7. Vdechová ventilová komora.
8. Výdechová ventilová komora.
9. Vdechová hadice se sliníkem
10. Výdechová hadice
11. Centrální přípojka k napojení dýchacích hadic k masce, nebo ústence.
12. Dýchací maska.
13. Dýchací ústenka.
14. Nosné šasi, kryt a popruhy.[6]
15. Manometr.
16. Sliník - zachycovač slin.

## Základní parametry přístroje
| Pracovní doba přístroje                   | 2 - 4 hodiny      |
| ----------------------------------------- | ----------------- |
| Obsah kyslíku v láhvi při tlaku 20 MPa    | 400 litrů kyslíku |
| Redukovaný tlak v systému                 | 0,4 + 0,03 MPa    |
| Stálá dávka kyslíku                       | 1,5 l/minutově    |
| Maximální dávka plícni automatiky         | 75 l/minutově     |
| Maximální dávka přídavkového ventilu      | 75 l/minutově     |
| Obsah dýchacího vaku                      | 6 litrů           |
| Automatický proplach                      | 5 - 7 litrů       |
| Činnost plicní automatikypři podtlaku     | 150 - 400 Pa      |
| Činnost přetlakového ventilu při přetlaku | 150 - 400 Pa      |
| Rozměry přístroje - výška                 | 485 mm            |
| - šířka                                   | 435 mm            |
| - tloušťka                                | 160 mm            |
| Váha přístroje                            | 12,5 kg           |

## Záchranářská (laická) kontrola přístroje před zásahem
Na slovní příkaz "Četaře" si musel každý záchranář v četě před nástupem do "Akce" zkontrolovat na přístroji:
1. Dotažení všech spojů (bylo jich 7).
2. Funkci a těsnost vdechového vydechového ventilu, současně i varovný signál.
3. Tlak kyslíku v láhvi (pro čtyřhodinový pohlcovač byl přípustný minimální tlak 19 MPa, pro dvouhodinový pohlcovač byl přípustný minimální tlak 14,5 MPa.
4. Funkci ventilu plicní automatiky.
5. Funkci ručního přidavkového ventilu.
6. Funkci přetlakového ventilu.
7. Těsnost přístroje.[6]

## Četařská kontrola
Po provedení záchranářské kontroly dal četař pokyn k nasazení přístrojů. Samostatně každého zachranaře v četě prohlédl a provedl četařskou kontrolu (četaři provedl četařskou kontrolu určený zástupce četaře), která se skládala z kontroly:
1. Tlaku kyslíku v láhvi na manometru.
2. Vhodnosti pohlcovače (velikost, směr šipky).
3. Správnosti nasazení masky, nebo ústenky.
4. Kontroly spoje masky, nebo ústenky s centrální přípojkou.
5. Zkouška ručně přidavkového ventilu.
6. Celková ústrojenost báňského záchranáře nastupujícího do "Akce".[1]

### Fotogalerie

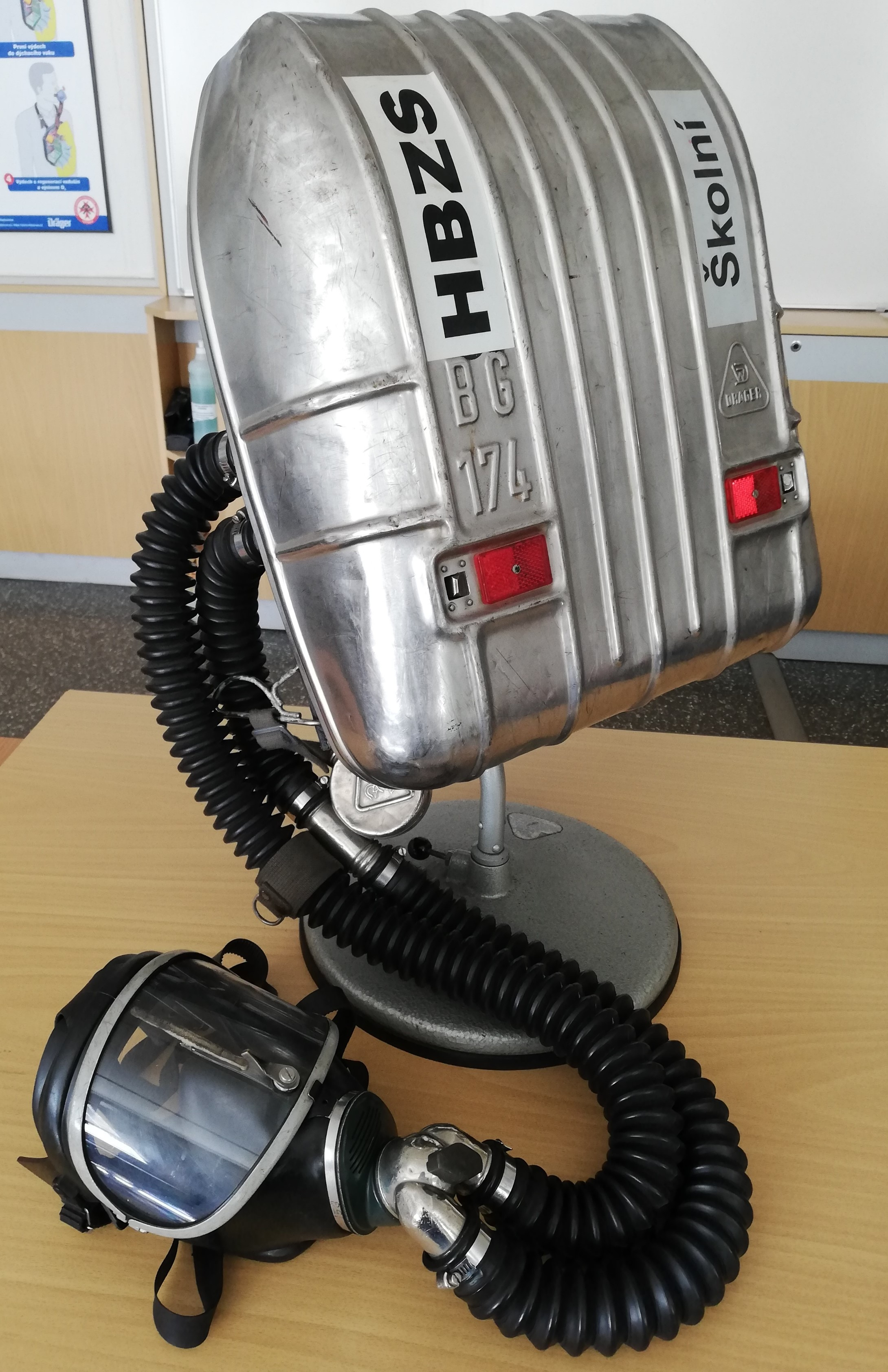
BG 174.
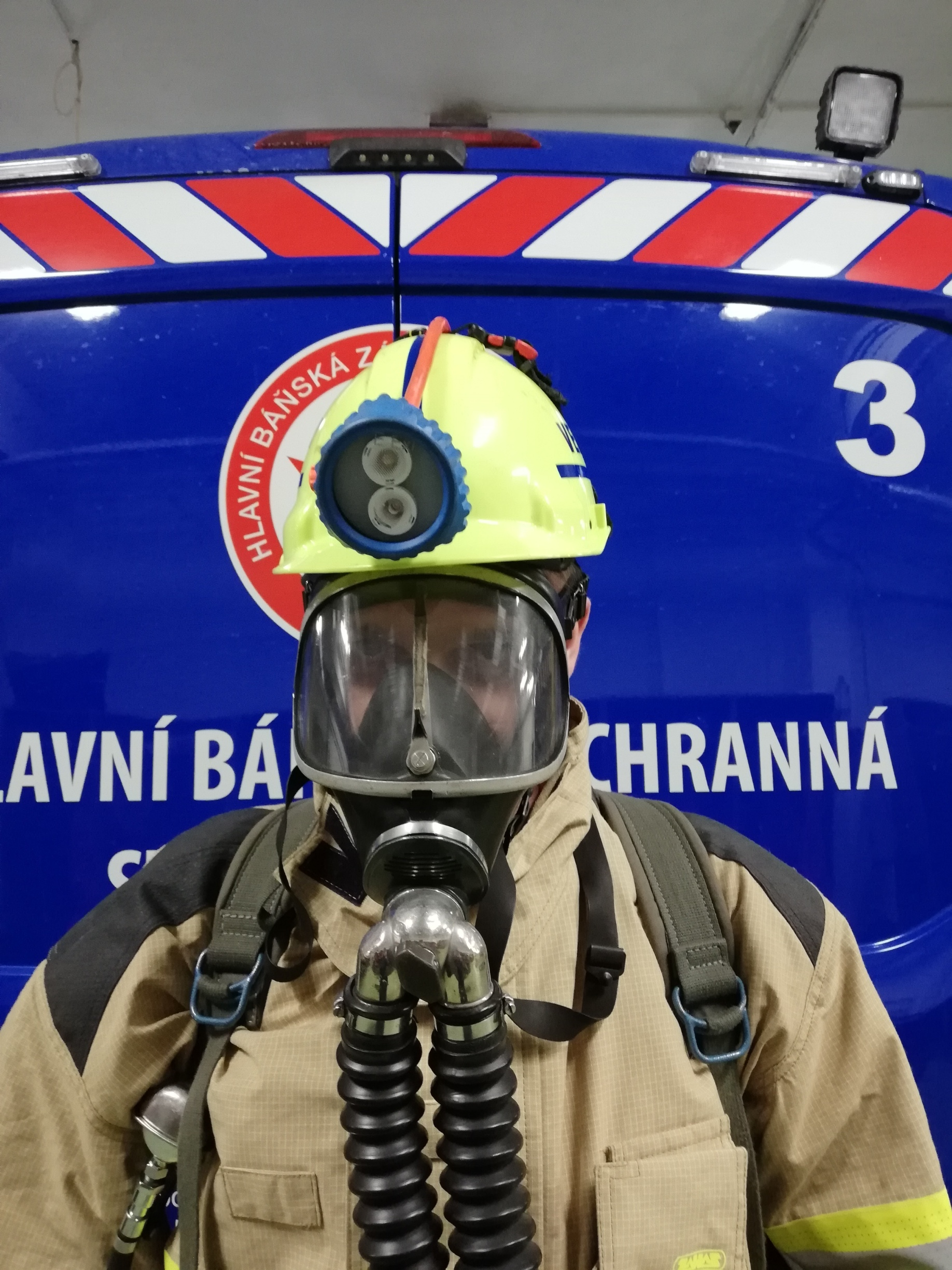
Detail masky.
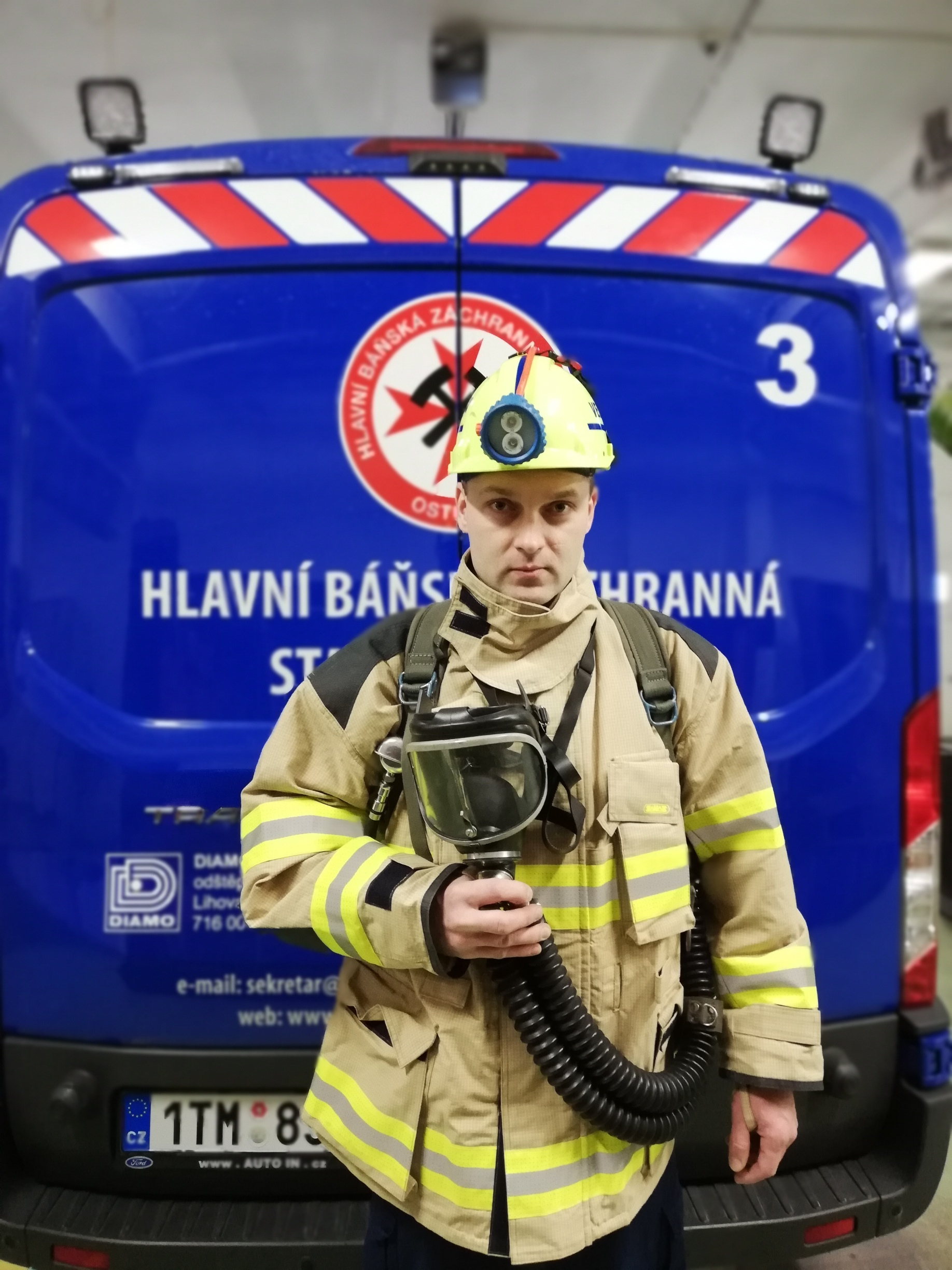
Čelní pohled na záchranáře s přístrojem BG 174.
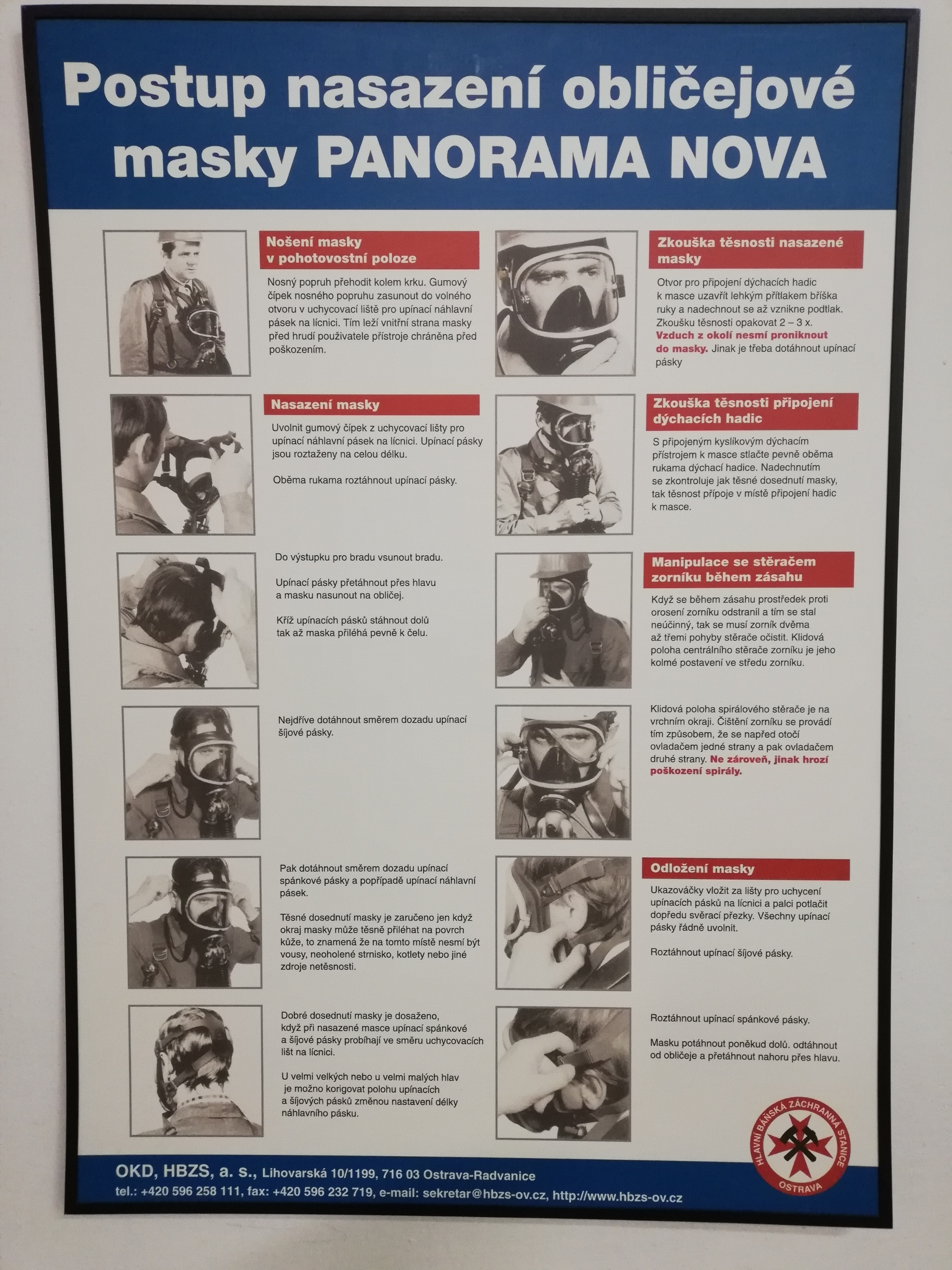
Postup nasazení obličejové masky.
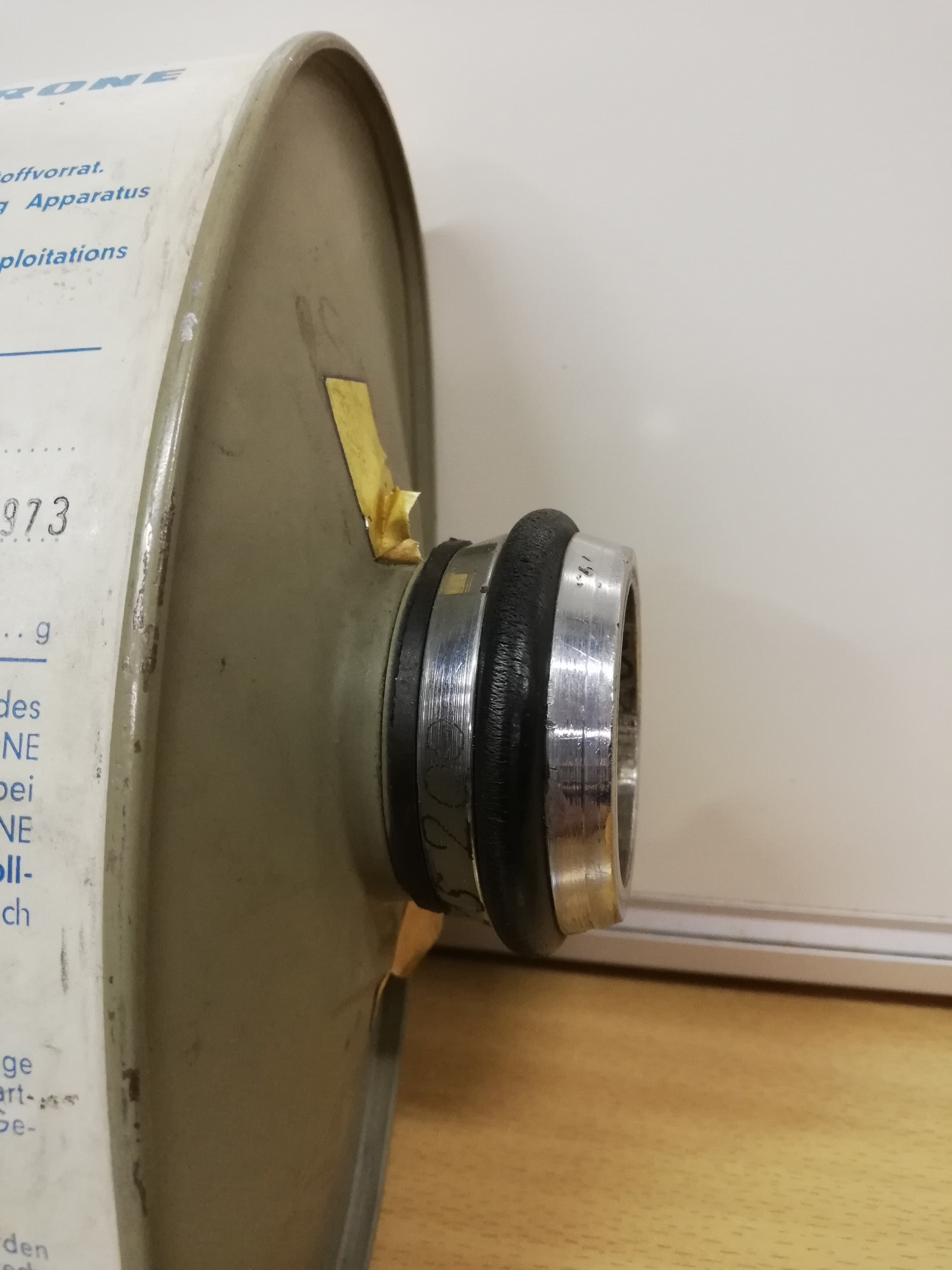
Dvouhodinový pohlcovač s vymezovací vložkou.
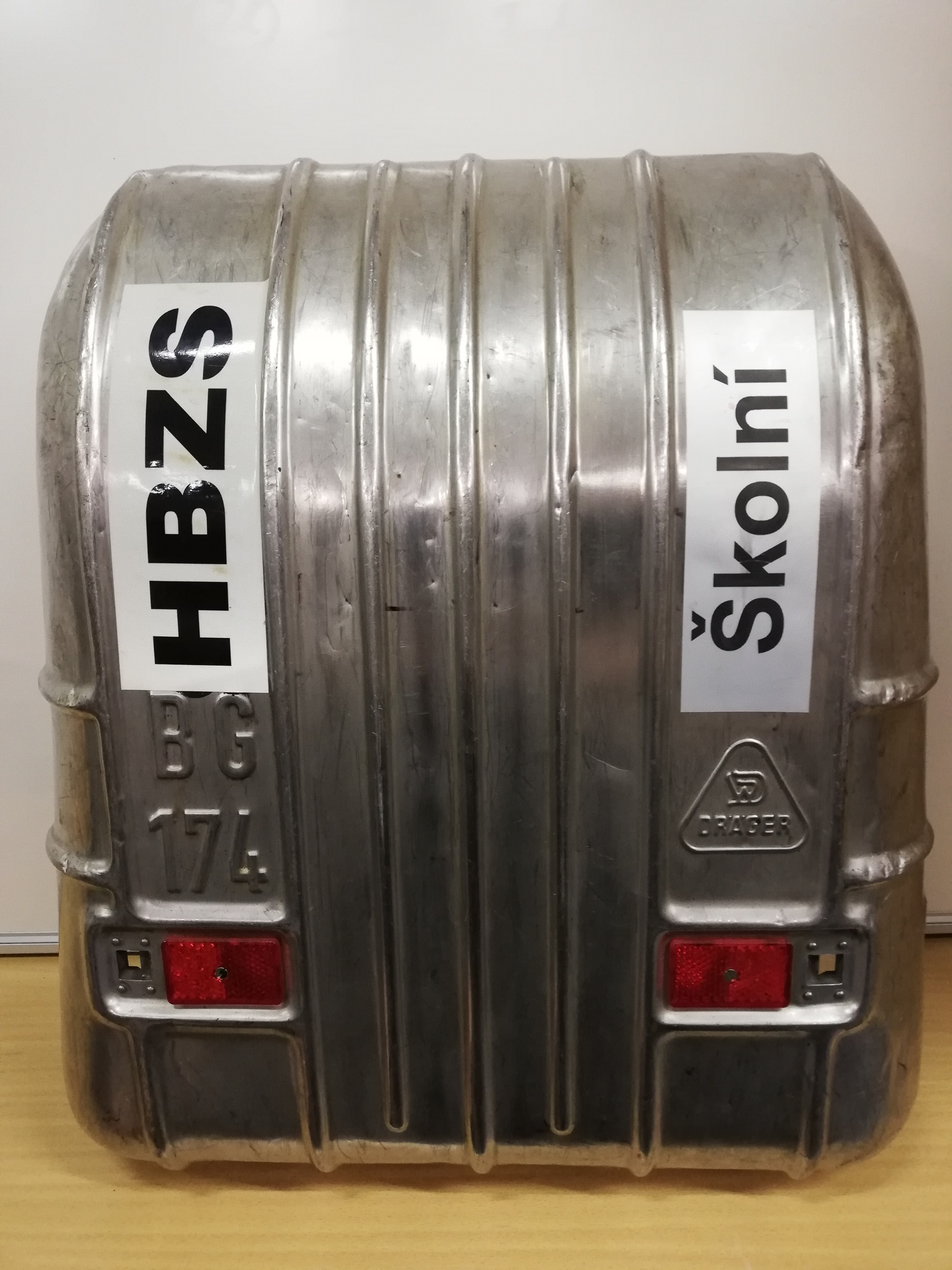
Víko přístroje BG 174.
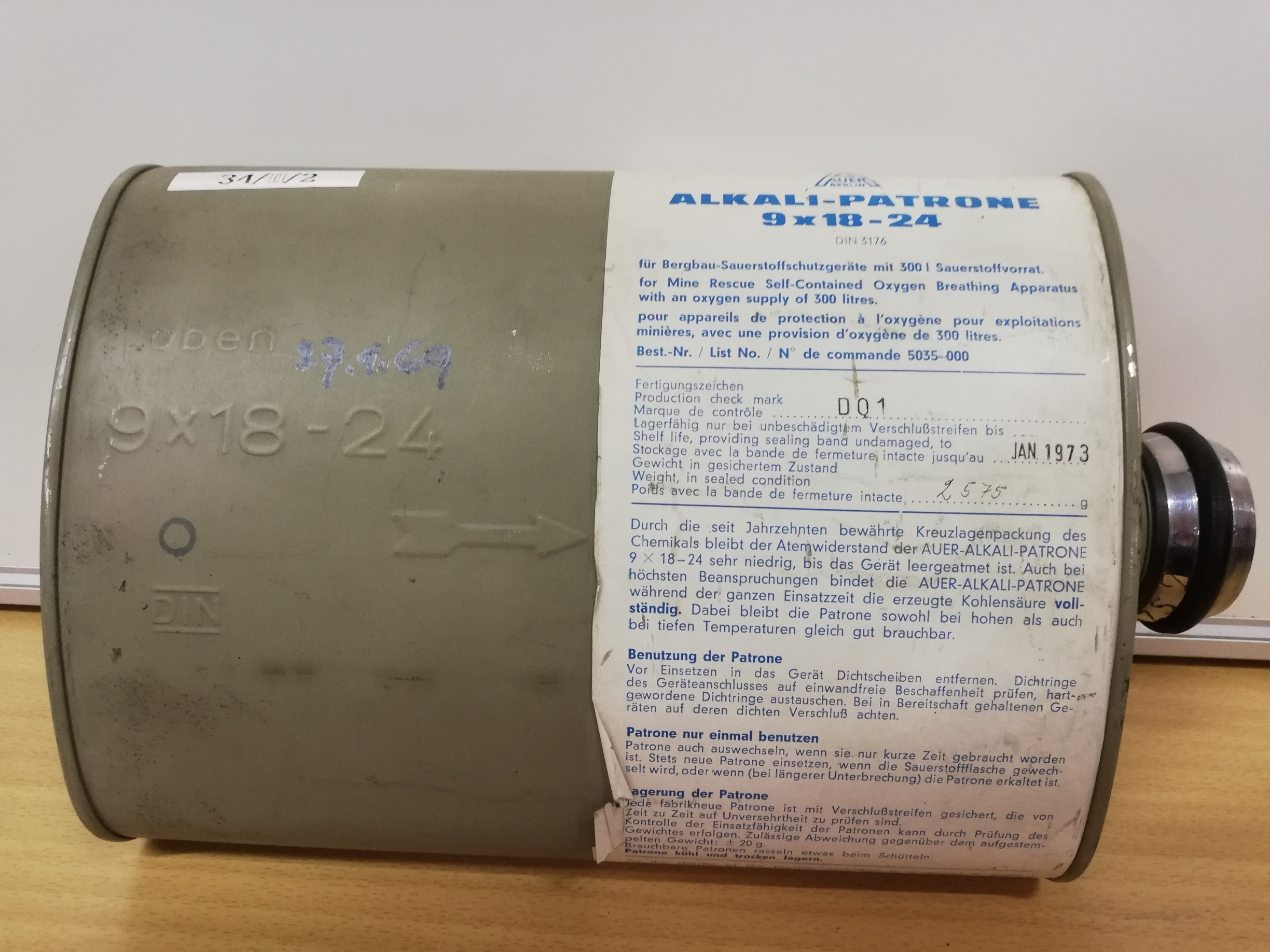
Dvouhodinový pohlcovač přístroje BG 174 s vymezovací vložkou.
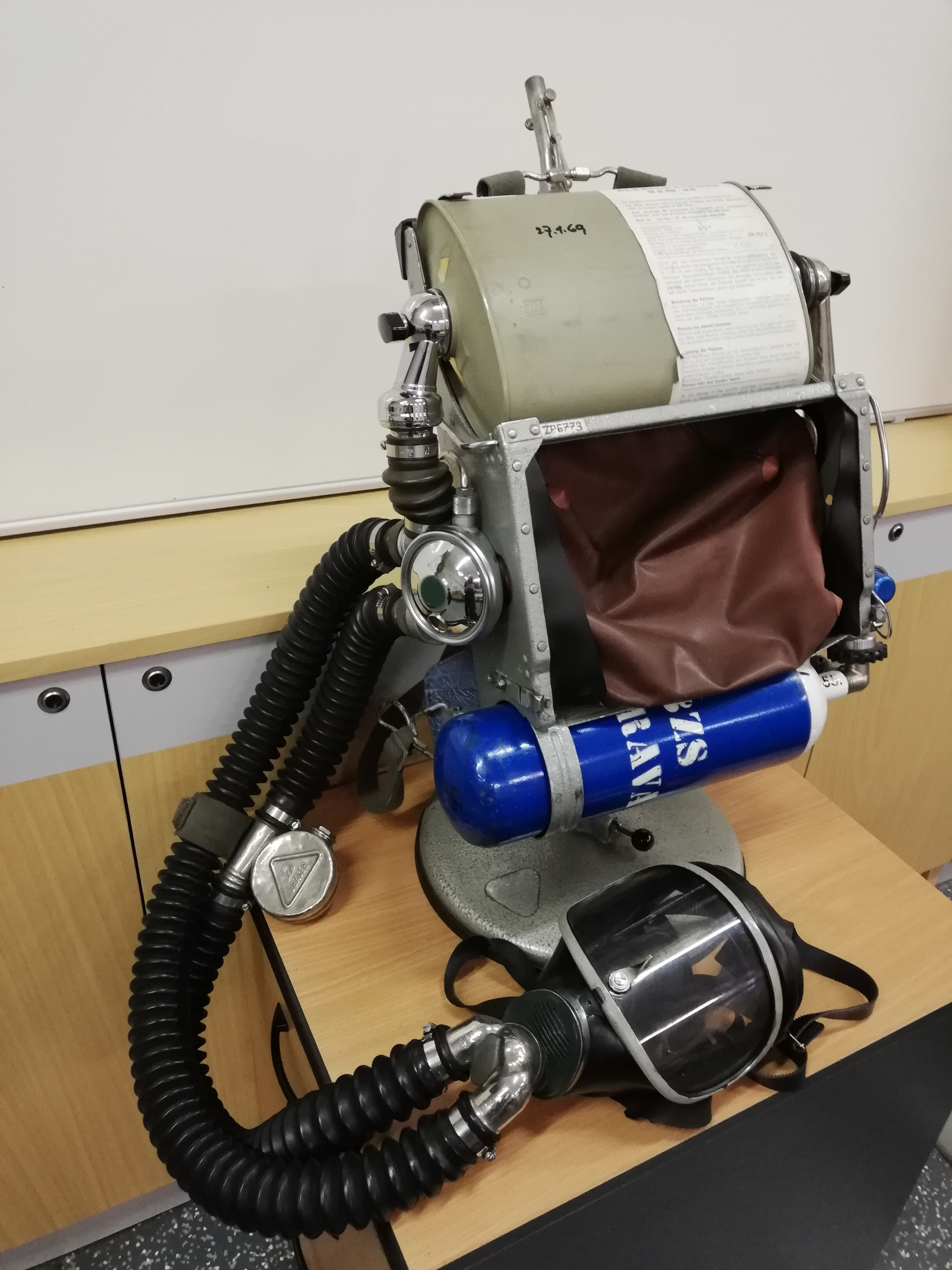
Pracovní přístroj BG 174.
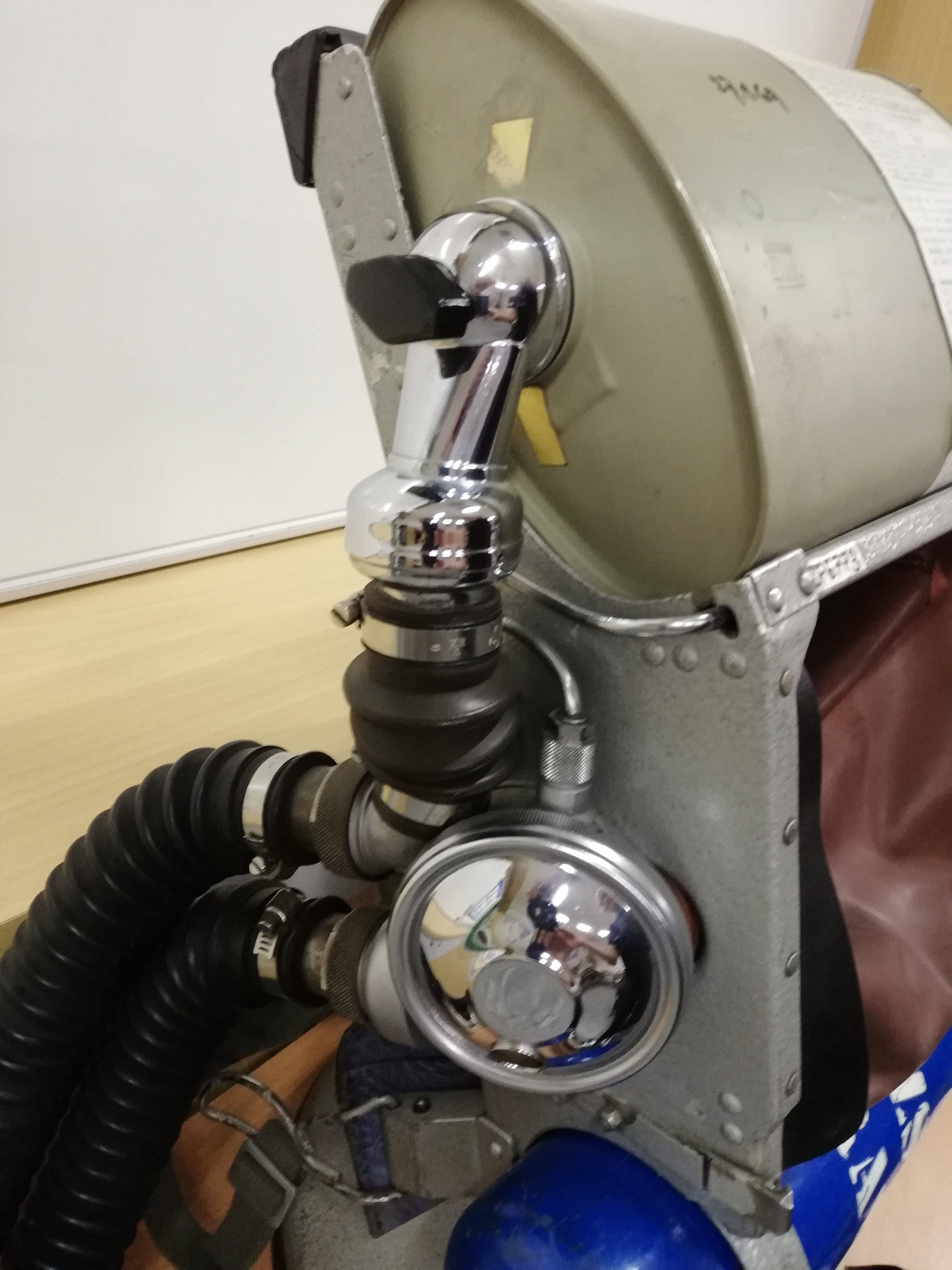
Sdružená komora přístroje BG 174.
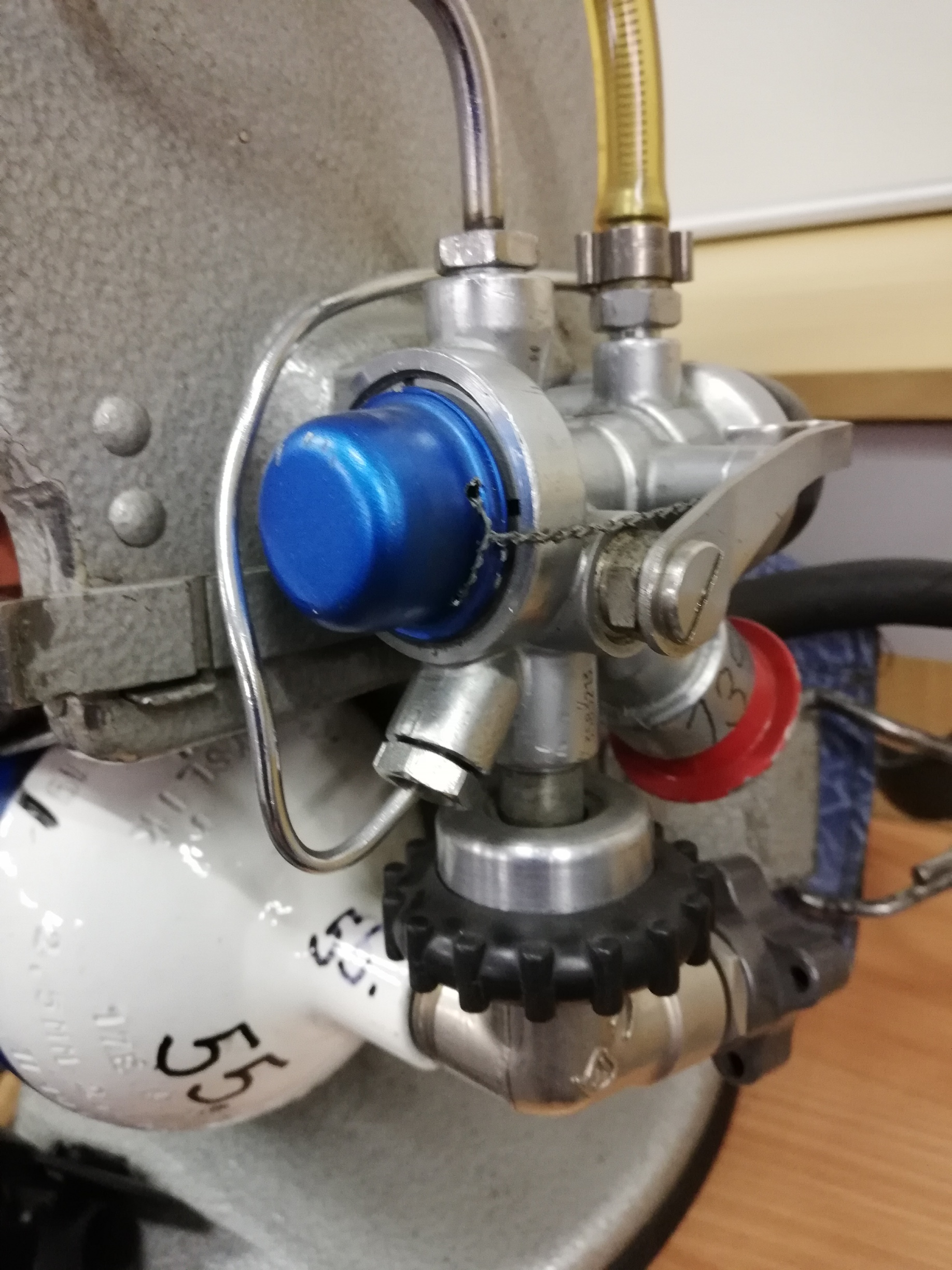
Redukční ventil přístroje BG 174.
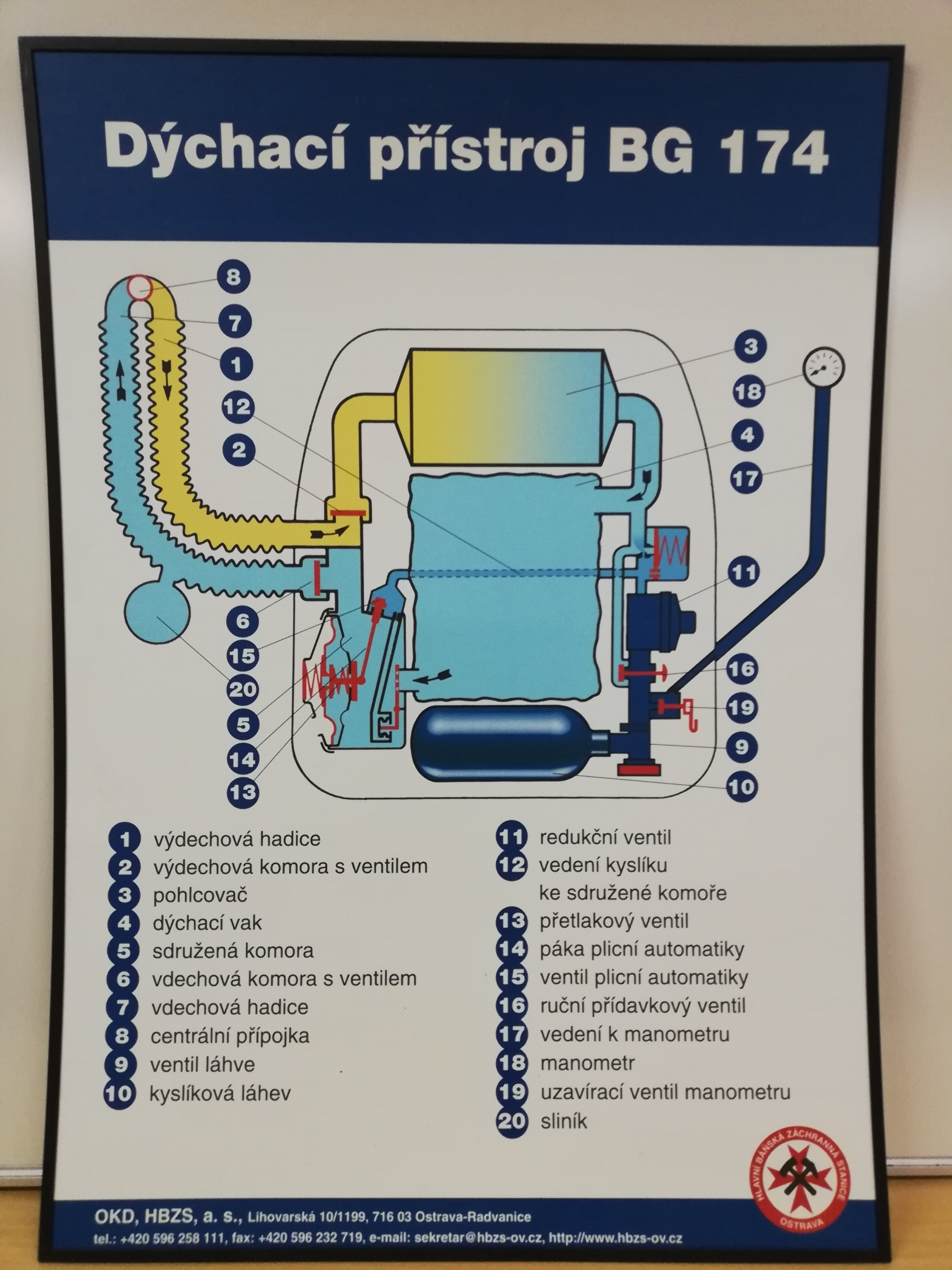
Popis přístroje BG 174.
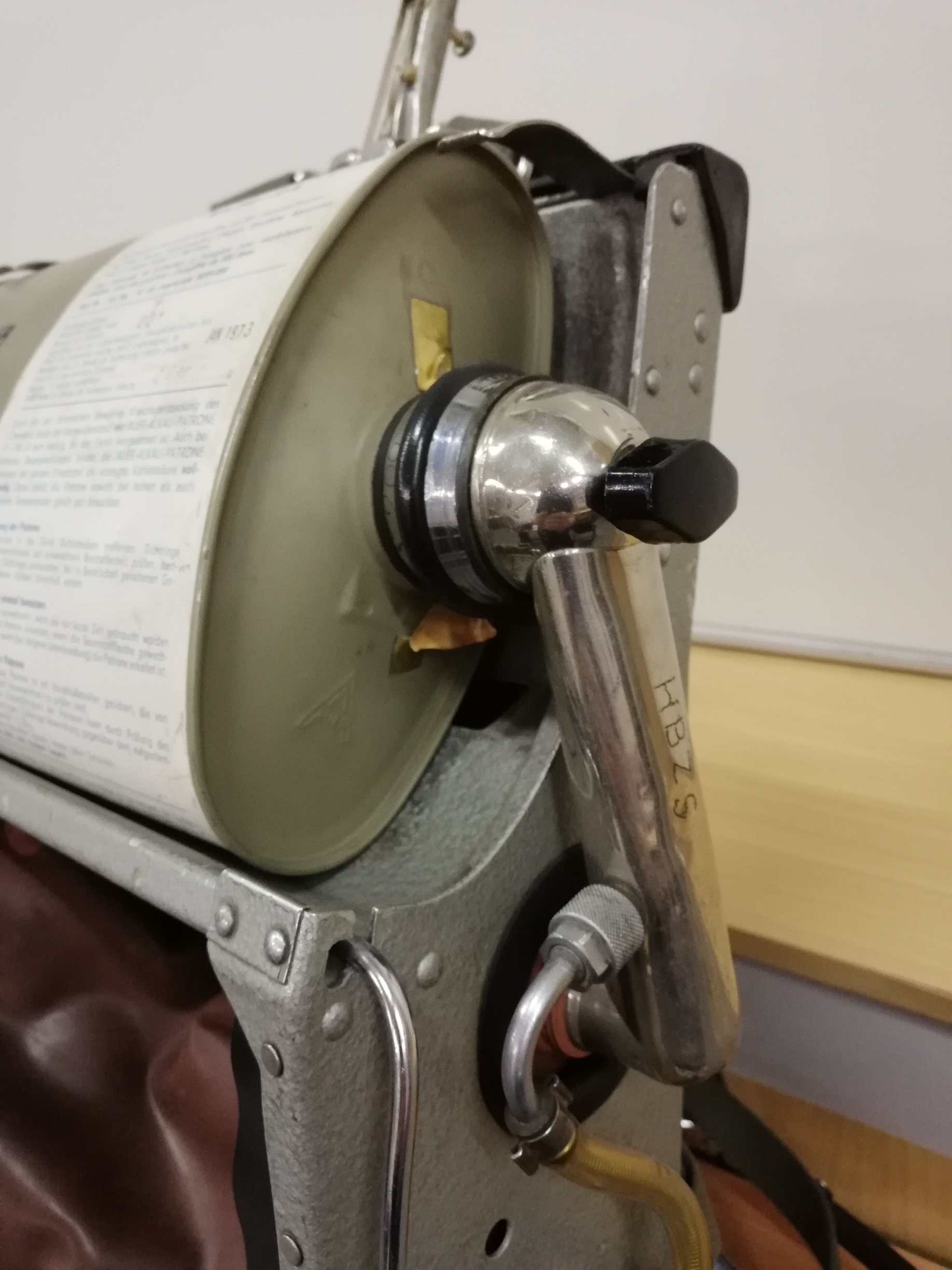
Detail pohlcovače s vymezovací vložkou.
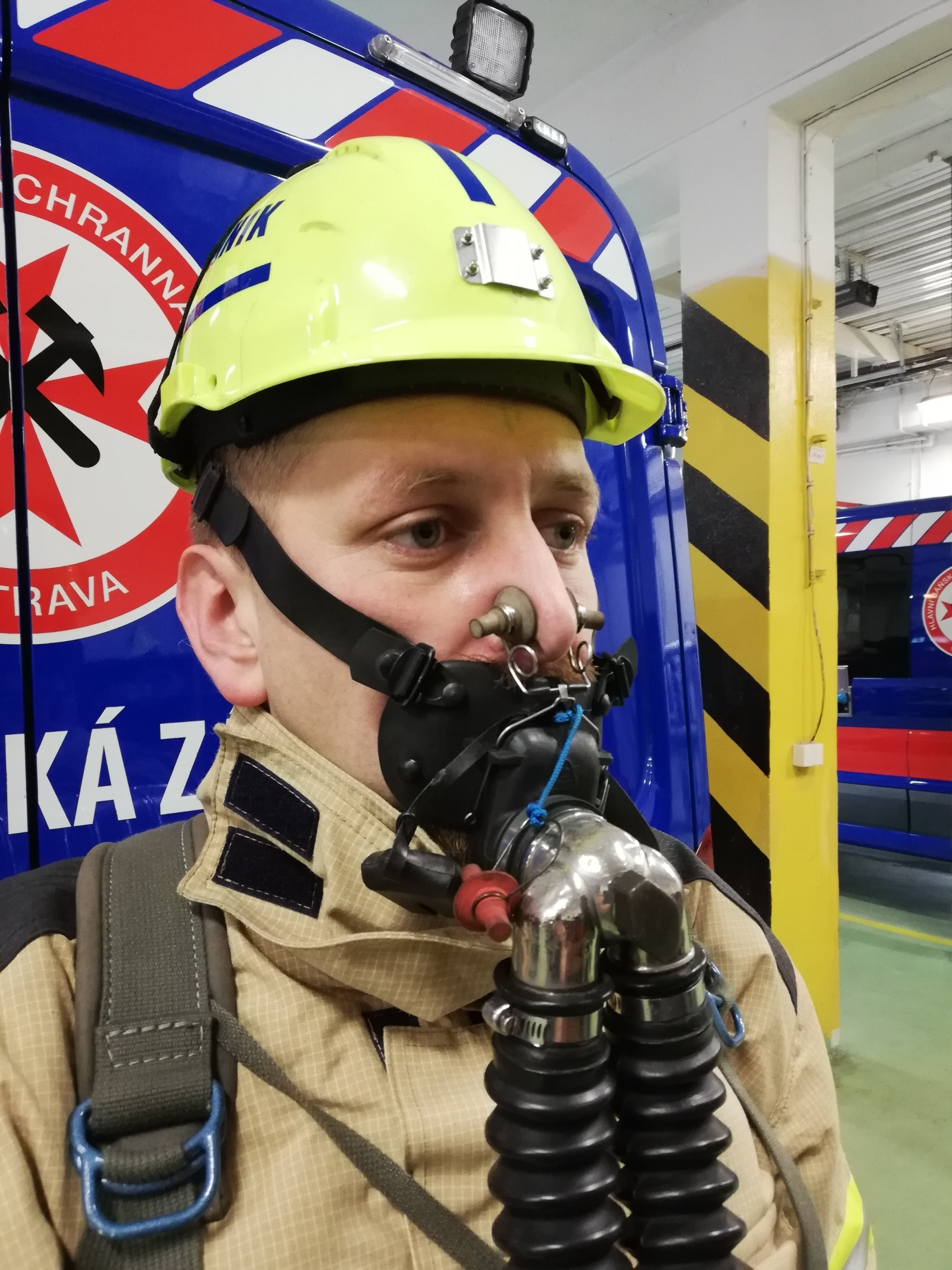
Záchranář s ústenkou BG 174.
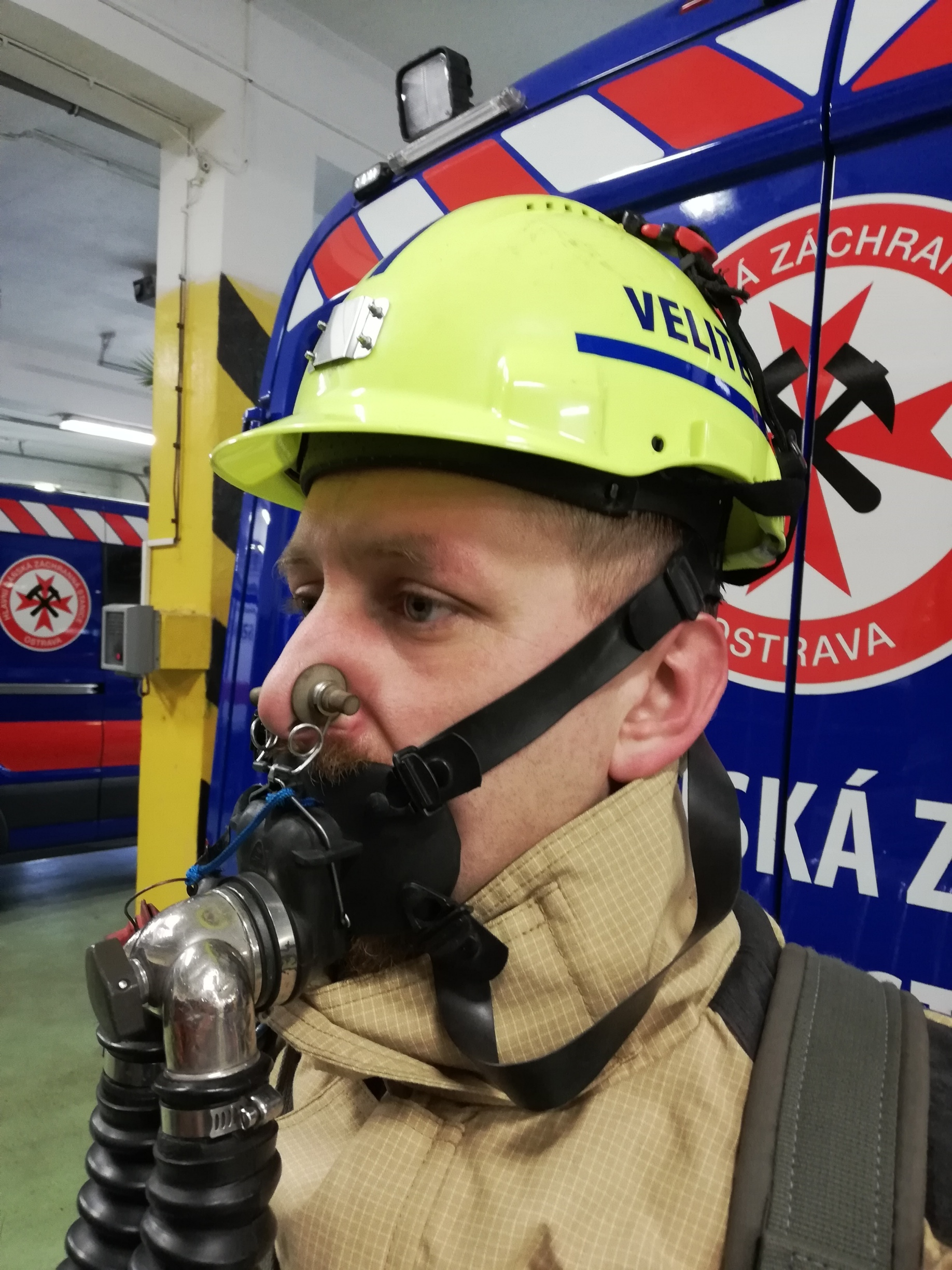
Ústenka BG 174 z boku.
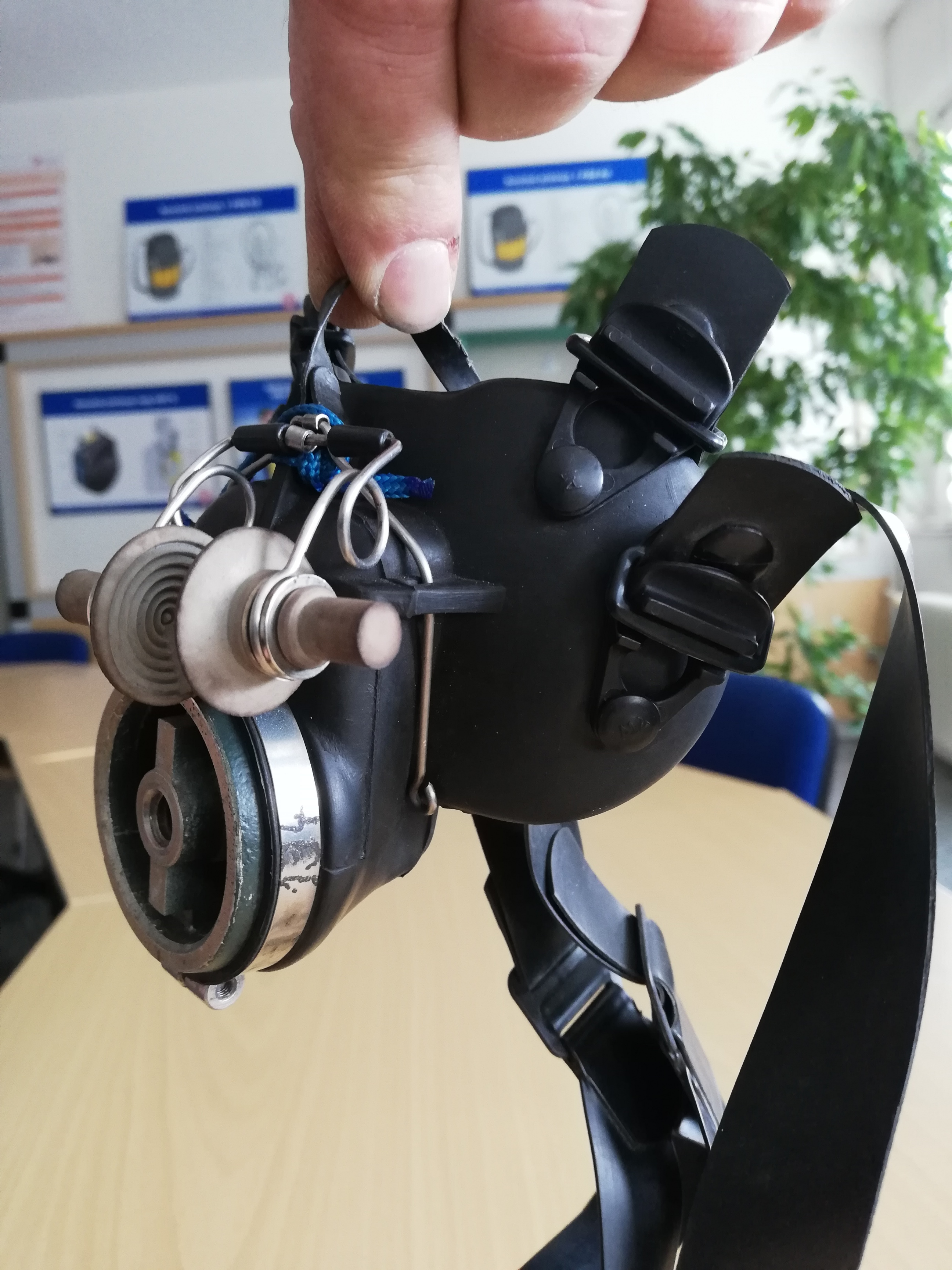
Ústenka BG 174.
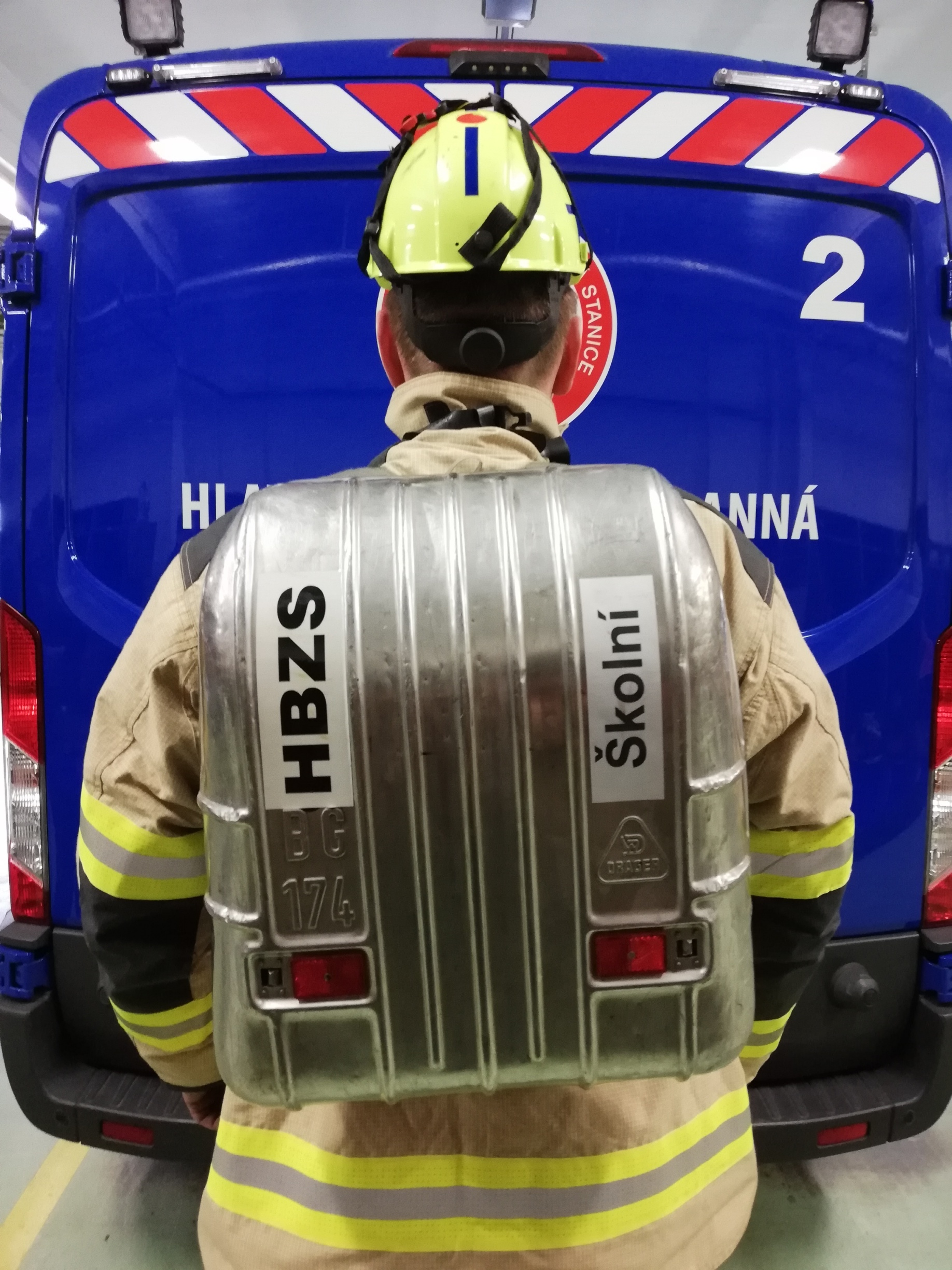
Pohled zezadu na BG 174.
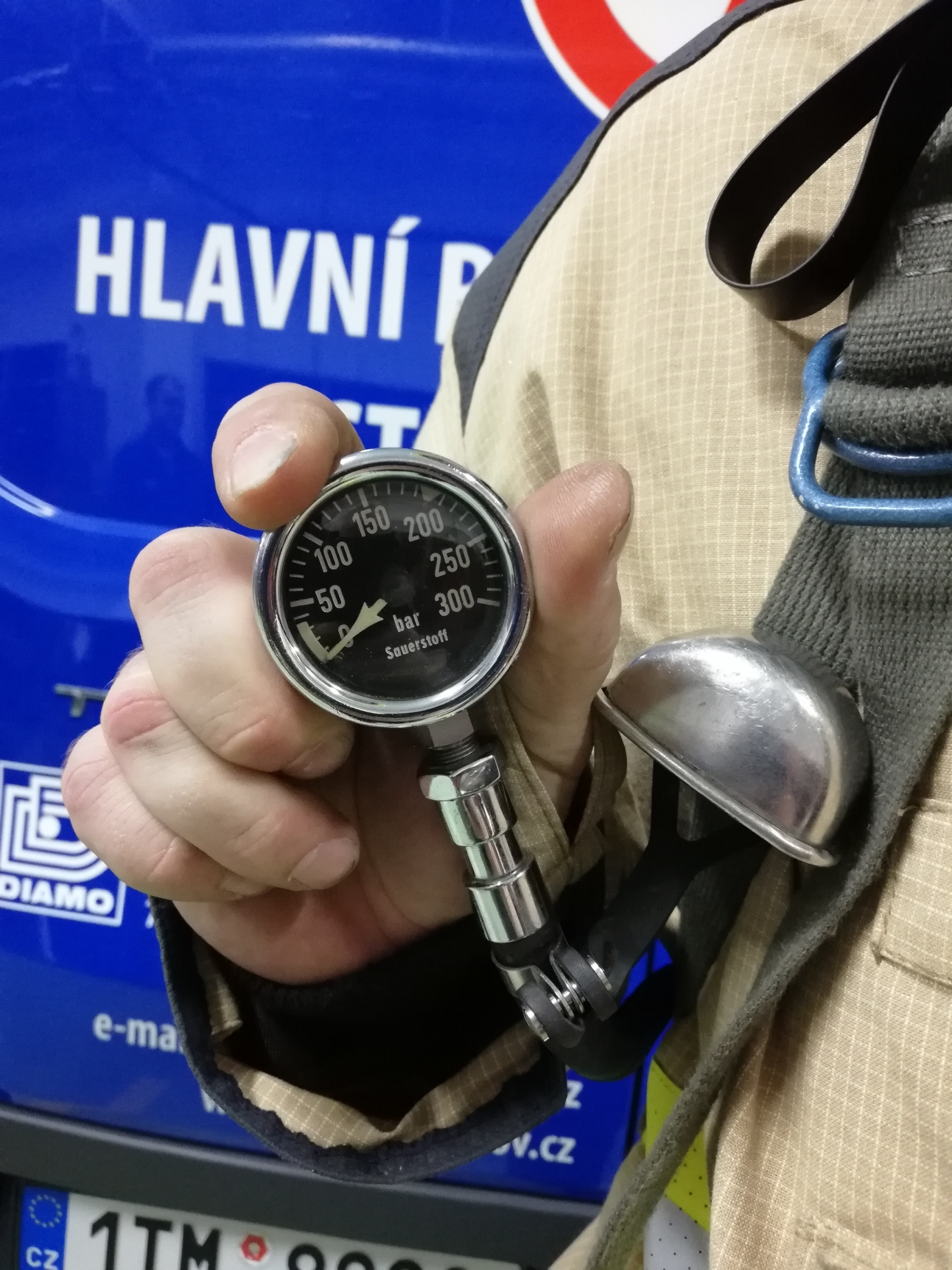
Manometr BG 174.
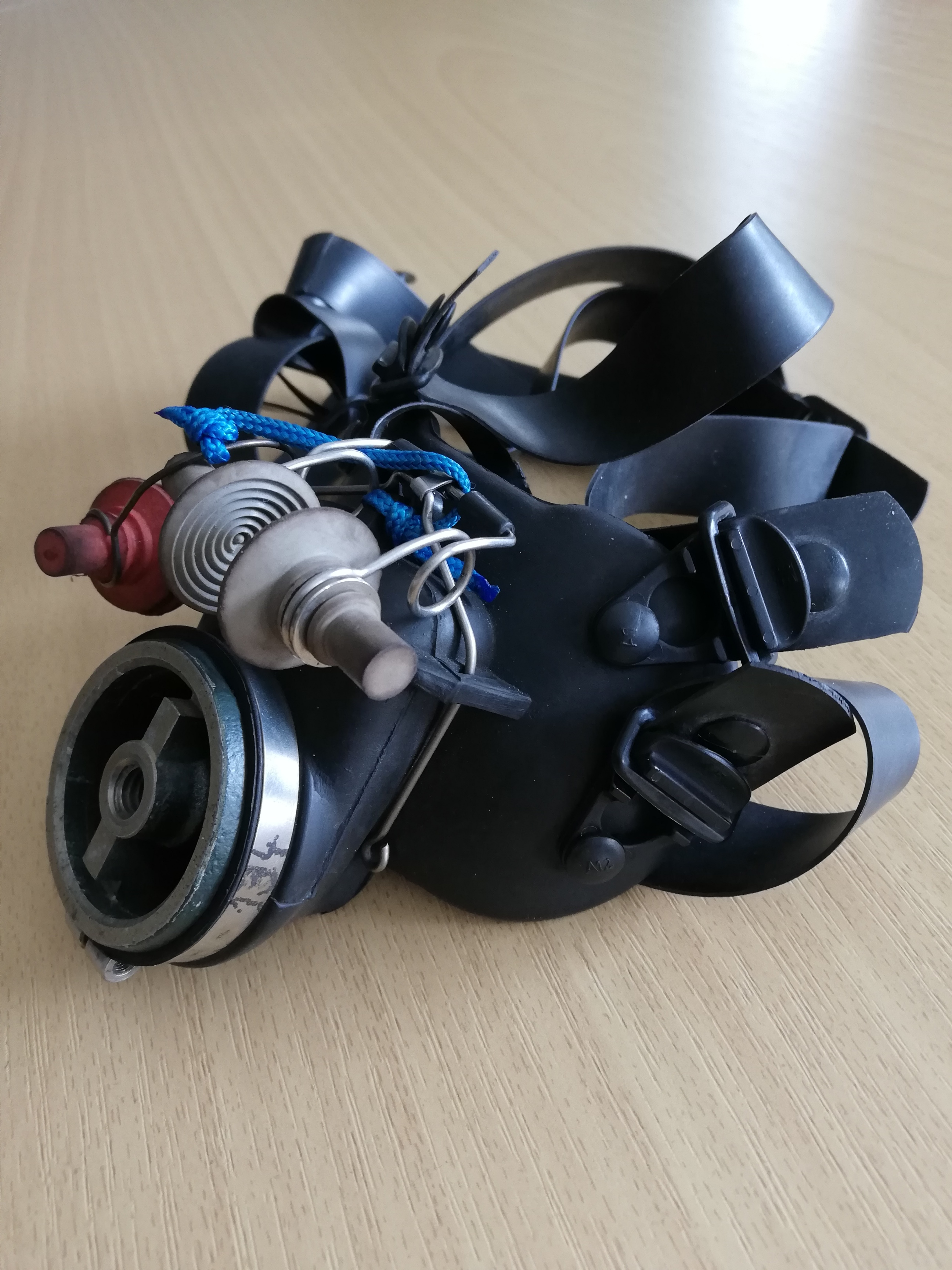
Detail ústenky BG 174
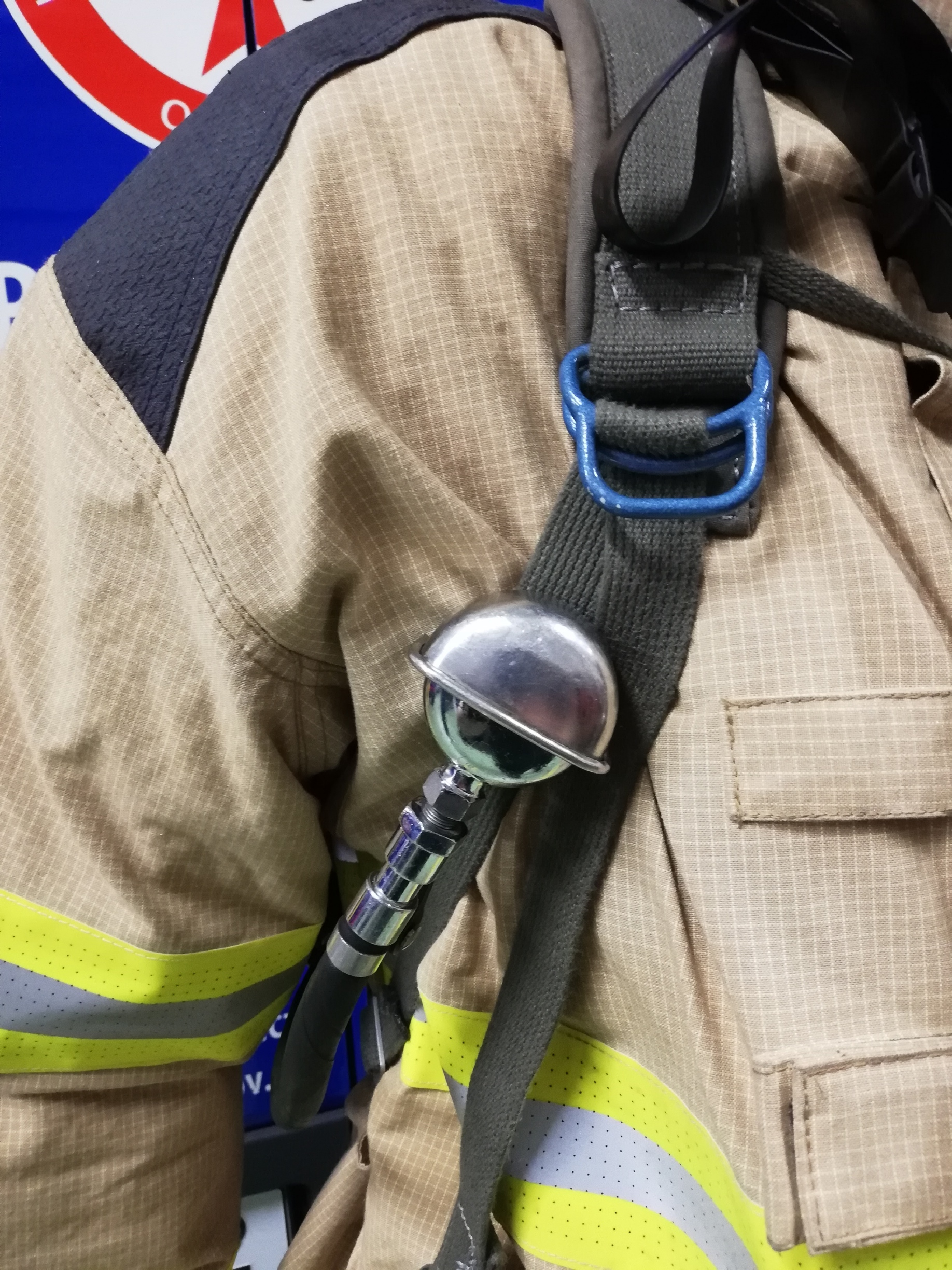
Detail manometru BG 174.